# 新加坡基督教
截至2020年最近一次的人口普查，基督徒佔新加坡居民人口的19%。基督教是新加坡第二大宗教，僅次於佛教，位居回教之前。2020年的數據顯示，新加坡基督徒中約有37.1%為天主教徒，其餘62.9%被歸類為「其他基督徒」，其中多數為新教徒，也有少數是東正教徒或屬於其他基督宗教少數派。
基督教最早是由英國國教聖公會信徒引入新加坡，這些人是在萊佛士建立英國殖民地後不久抵達的首批英國定居者之一。新加坡基督徒的比例在過去數十年間穩步上升：1980年為9.9%，1990年為12.7%，2000年為14.6%，至2020年已達18.9%。這一增長部分來自於越來越多新加坡人皈依基督信仰，以及出生於基督徒家庭的人數上升。
新加坡大多數基督教教會隸屬於新加坡基督教協會（英語：National Council of Churches of Singapore, NCCS）。這些教會多屬於新教傳統，涵蓋眾多教派。另一個主要組織是新加坡五旬灵恩基督教联盟（英語：Alliance of Pentecostal & Charismatic Churches Singapore, APCCS），這是一個由本地獨立靈恩教會、神召會教派以及其他基督教機構和牧者組成的網絡。

## 宗教間關係
新加坡是一個擁有多元宗教傳統的社會。於2003年發布的《宗教和諧宣言》是一份具有里程碑意義的文件，新加坡基督教協會支持並參與了該宣言的起草工作。2008年9月3日，當時為新加坡國立大學社會學系的訪問研究員的社會學家兼五旬節派牧師馬修・馬修斯（英語：Mathew Mathews）訪問了183 名新加坡教牧人員。透過這些訪談，他觀察到許多新加坡地區的基督教牧者對宗教間對話持保留態度。他指出，近50%的牧者認為宗教間對話可能會削弱他們自身的宗教信念。他於2008年9月2日在新加坡公共研究院（英語：Institute of Public Studies）舉辦的一場論壇上，發表了相關研究報告。